# Clona

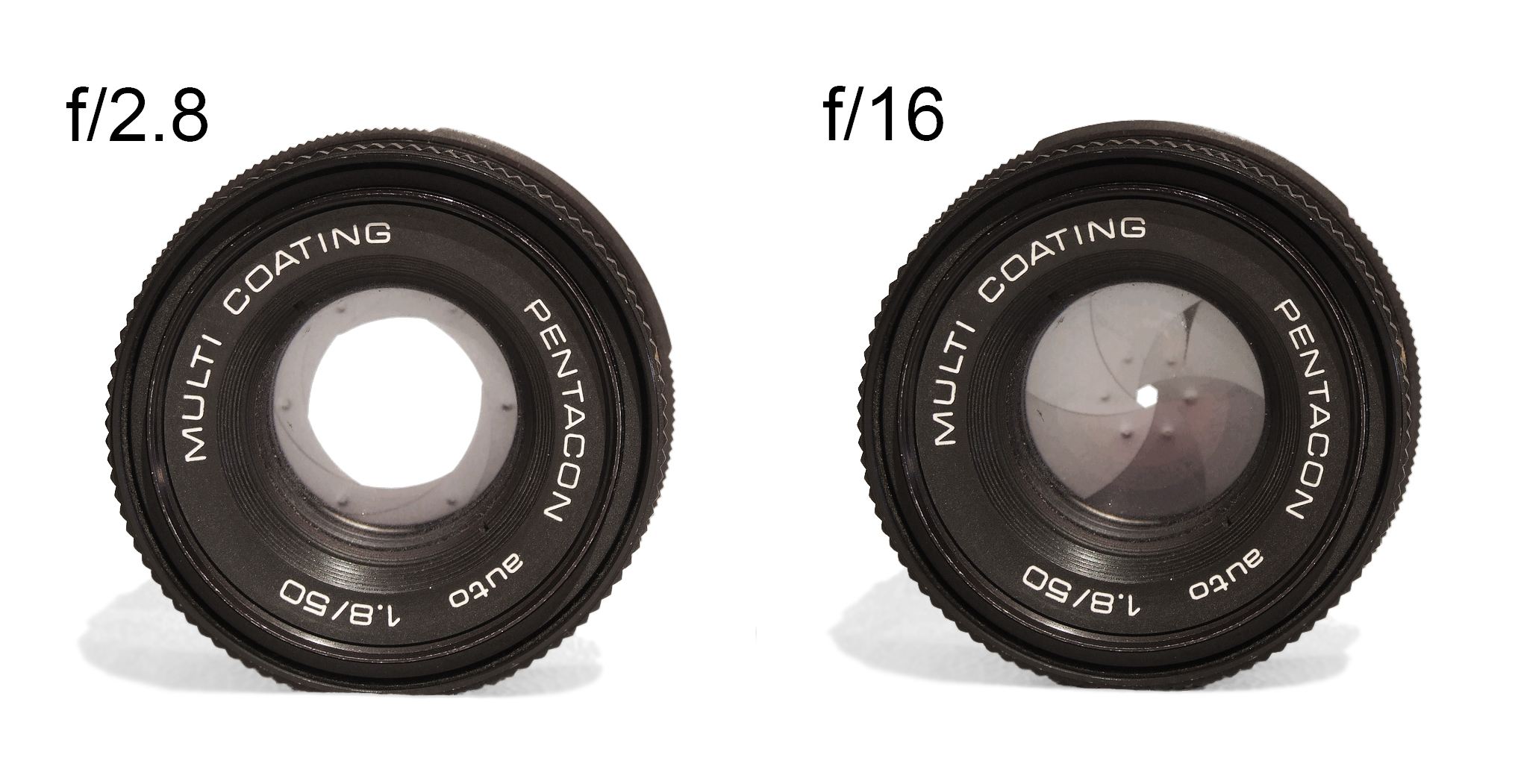
Malé a velké clonové číslo (například 2,8 a 16)

Clona je optickým zařízením, které reguluje nebo omezuje množství světla procházejícího objektivem fotoaparátu (dalekohledu, mikroskopu atd.). Je umístěna mezi čočkami tak, aby neomezovala zorné pole. Může být pevná, nebo proměnná v určitém rozsahu. Proměnná clona funguje podobně jako lidská oční zornice, tj. řídí množství světla, které dopadá na fotocitlivý materiál nebo obrazový snímač.

## Historie
Poprvé použil clonu Noël Marie Paymal Lerebours v roce 1855. Jednalo se o otočnou clonu se třemi různými otvory, které se nastavovaly na přední straně objektivu. Lamelovou clonu snad vynalezl francouzský vynálezce a průkopník fotografie Nicéphore Niépce.

## Vztahy
Velikost clony se udává pomocí clonového čísla:
{\displaystyle F={\frac {f}{d}}},
kde {\displaystyle F} je clonové číslo, {\displaystyle f} ohnisková vzdálenost objektivu a {\displaystyle d} průměr otvoru clony.
Tedy platí, že čím větší otvor (apertura), tím menší clonové číslo. Množství světla, které dopadne za jednotku času na film nebo snímač, je nepřímo úměrné druhé mocnině clonového čísla. Dvojnásobné clonové číslo znamená čtvrtinu světla, proto se clonová čísla na objektivech uvádějí jako násobky odmocniny ze dvou (1,4 - 2 - 2,8 - 4 - 5,6 atd.), což odpovídá pokaždé polovičnímu množství světla. Clona se někdy uvádí ve tvaru f/<clonové číslo>, případně jako poměr či zlomek se clonovým číslem ve jmenovateli. Tento tvar se vžil právě proto, že při nezměněném clonovém čísle a měnící se ohniskové vzdálenosti se sice mění i velikost otvoru, ale množství světla dopadajícího na film nebo snímač za jednotku času se nemění.
Clonové číslo odpovídající maximálnímu možnému otevření clony se označuje jako světelnost objektivu. Máme-li tudíž objektiv s ohniskovou vzdáleností 40 mm a světelností značenou jako f/4 či 1:4, je maximální průměr otevřené clony 10 mm, což odpovídá clonovému číslu 4.

## Funkce clony

Otvor (apertura) clony se zvětšujícím se f-číslem klesá

- V kombinaci s nastavením rychlosti závěrky (čili expoziční doby) umožňuje přesně nastavit množství světla pro správnou expozici.
- Zároveň ovlivňuje hloubku ostrosti výsledné fotografie - čím vyšší clonové číslo, tím větší hloubka ostrosti.
- Nastavení clony (clonového čísla) na objektivu fotoaparátu je (vedle rychlosti závěrky a citlivosti filmu ) tedy jedním ze tří základních prvků, kterými může fotograf ovlivnit expozici snímku.
- Otevření clony (snížení clonového čísla) umožňuje vytvořit dobře exponovaný snímek za horších světelných podmínek. Otevření clony za dobrých světelných podmínek a korekce snížením expozičního času sníží hloubku ostrosti (může tak vizuálně oddělit snímaný objekt od pozadí - bokeh efekt).
- Přivření clony (pokud to světelné podmínky dovolují) naopak hloubku ostrosti zvýší (způsobí, že na výsledném snímku budou blízké i vzdálené předměty ostřejší nebo zcela ostré).
- Je-li třeba fotografovat s otevřenou clonou a vyšším expozičním časem za světelných podmínek, které by při tomto nastavení způsobily přeexpozici snímku, lze si pomoci neutrálním filtrem (též značený jako ND, z angl. neutral density).

## Konstrukce clony

Clona s 9 lamelami

Pevná clona je obvykle mezikružím z tenkého černěného plechu. Užívá se hlavně v dalekohledech pro vyloučení paprsků odražených od stěn tubusu apod. Nejjednodušší proměnlivou clonou je otočný segment s otvory různé velikosti, které se dají přesunout do osy optiky. Objektiv tedy nabízí jen několik clonových čísel, změna clony je tudíž skoková.
Moderní fotoaparáty používají lamelovou (také "irisovou") clonu, kterou lze regulovat spojitě v jistém rozmezí. Lamelová clona má větší počet lamel srpkovitého tvaru z tenkého, černěného plechu. Jedním koncem jsou uchyceny otočně v těle objektivu, na druhém konci mají krátký kolíček, který se pohybuje v drážce otočného prstence, jímž se clona nastavuje. Díky tomuto uspořádání se otvor clony v širokých mezích mění, a přesto zůstává zhruba kruhový.